# トマス・アプト

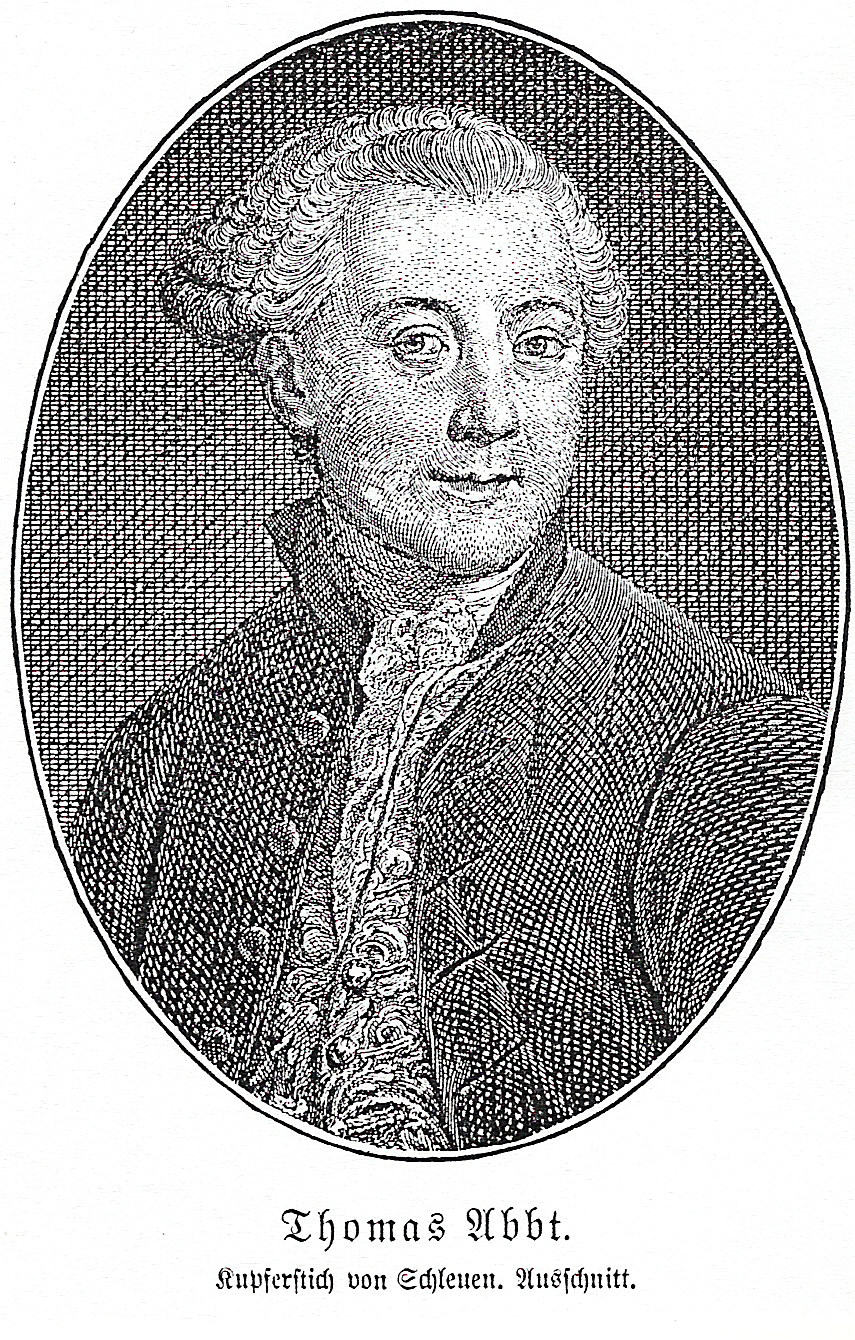
トマス・アプト

トマス・アプト（Thomas Abbt, 1738年11月25日 - 1766年11月3日）はドイツの哲学者。ドイツ啓蒙時代の代表的な通俗哲学者として知られる。また同時代の哲学者・ヨハン・ゴットフリート・ヘルダーとともに歴史哲学の成立にも大きな役割を果たした。

## 生涯
ウルムでかつら職人の息子として生まれる。ウルムのギムナジウムで学んだ後、1756年からハレ大学で数学と哲学を学ぶ。1760年にフランクフルト・アン・デア・オーダーで哲学の助教授になる。1761年の秋にリンテルンにおいて数学の正教授として招かれた。1761年から1762年にはベルリンにおいて哲学・数学の教授になる。ベルリンに滞在時に、ベルリン水曜協会(de:Berliner Mittwochsgesellschaft)で、作家のクリストフ・フリードリヒ・ニコライを知る。また哲学者のモーゼス・メンデルスゾーンとも親しくなった。またトマス・アプトは「B」という仮名の元にレッシングも携わった「最新の文学に関する書簡」(Briefe, die neueste Litteratur betreffend)の共同執筆者となった。この書簡はベルリンにおいて1733年から1765年まで24巻が出された。その後は9ヶ月もの間旅に出て、フランスの哲学者のヴォルテールと会った。
1765年にトマス・アプトにマクデブルク大学から教職の座とビュッケブルクのシャウムブルク＝リッペ伯国宮廷での要職の話がほぼ同時にくる。トマス・アプトはビュッケブルクでの仕事を選んだが、1766年当地で腸疾患により死去。27歳であった。